# بورانوفسكي بابوشكي
بورانوفسكي بابوشكي هم فرقة روسية من جمهورية أودمورتيا،مثلوا روسيا في مسابقة الأغنية الأوروبية 2012 وحصلوا على المركز الثاني.